# Pedagogiczna Biblioteka Wojewódzka im. Józefa Lompy w Katowicach
Pedagogiczna Biblioteka Wojewódzka im. Józefa Lompy w Katowicach – biblioteka pedagogiczna utworzona w 1928 roku jako zaplecze naukowe Instytutu Pedagogicznego w Katowicach. Jej głównym zadaniem jest wspieranie nauczycieli i osób przygotowujących się do zawodu nauczyciela w procesie kształcenia i doskonalenia zawodowego. Gromadzi literaturę z zakresu pedagogiki, psychologii i dziedzin pokrewnych.

## Historia
Założenie biblioteki wiąże się z powstaniem w październiku 1928 r. Instytutu Pedagogicznego w Katowicach. Pierwszego wpisu do księgi inwentarzowej dokonano 23 listopada 1928 r. i data ta jest uważana za początek działalności biblioteki. Księgozbiór liczył wówczas 400 woluminów i stanowił warsztat pracy dla pracowników i słuchaczy Instytutu.
Jesienią 1939 r. Niemcy przeznaczyli księgozbiór na przemiał do fabryki papieru w Mikołowie. Udało się ocalić około 3000 książek, które ukryto w kominach wentylacyjnych. Księgozbiór ten wraz ze zwrotami książek wypożyczonych przed wojną był zalążkiem powojennej biblioteki.
W 1946 r. biblioteka zaczyna działać pod nazwą Centralna Biblioteka Pedagogiczna, mieści się przy ul. Szkolnej 9.
Od 1950 r. biblioteka nosi nazwę: Pedagogiczna Biblioteka Wojewódzka. Staje się samodzielną placówką budżetową, merytorycznie podlega Kuratorium Oświaty. W 1951 r. otrzymuje statut, rozpoczyna się także tworzenie oddziałów terenowych.
Biblioteka jeszcze dwukrotnie zmienia swoją lokalizację. W 1967 r. zostaje przeniesiona do budynku Liceum Ogólnokształcącego im. Mikołaja Kopernika, przy ul. H. Sienkiewicza. Trzy lata później ma miejsce przeprowadzka do budynku przy ul. Kasprzaka 7 (po zmianie nazwy: ul. ks. kard. S. Wyszyńskiego), który do chwili obecnej biblioteka zajmuje wspólnie z Regionalnym Ośrodkiem Doskonalenia Nauczycieli „WOM” w Katowicach.
W latach siedemdziesiątych następuje dalszy rozwój sieci bibliotek filialnych – w 1974 r. jest ich 19.

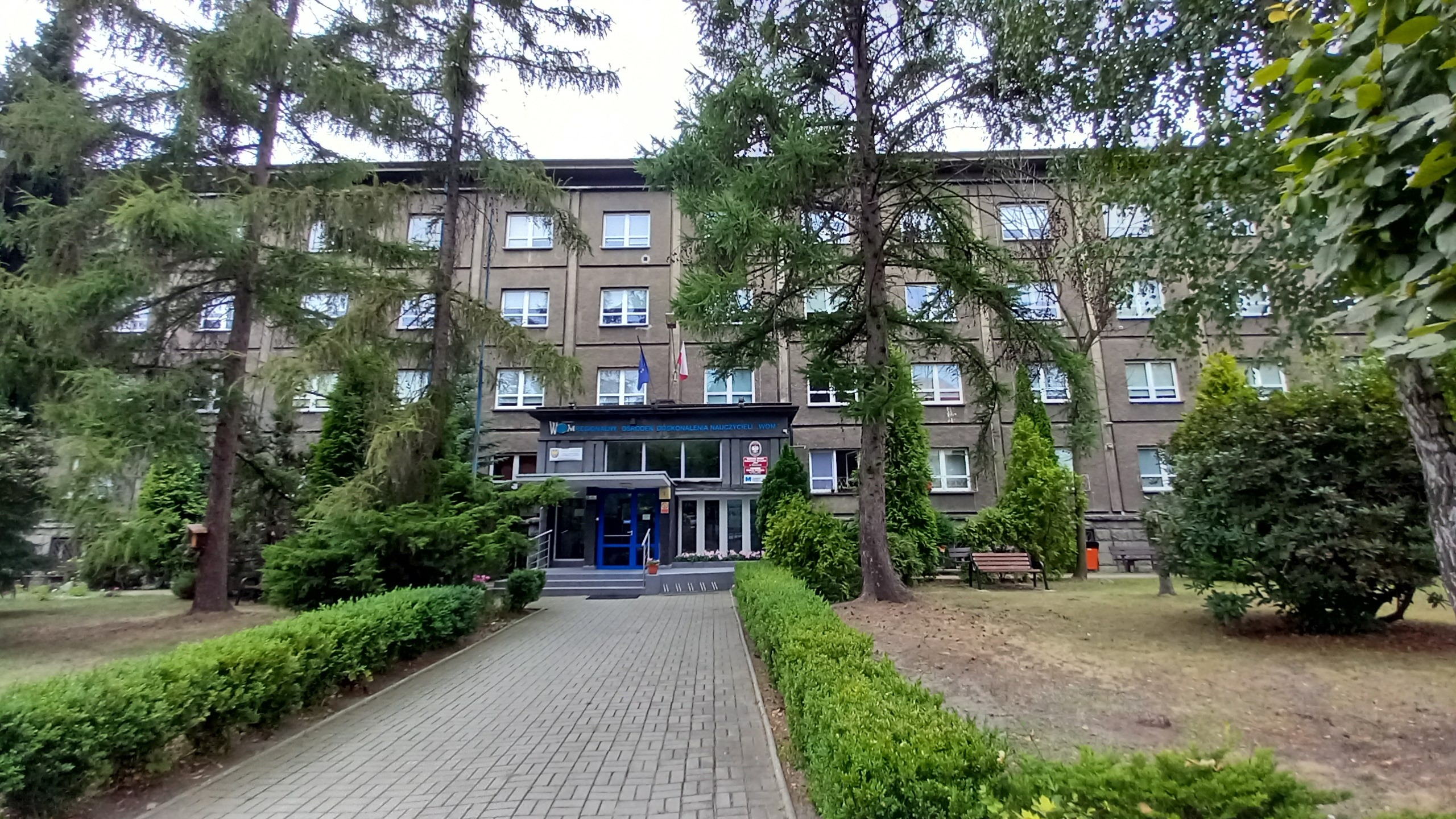
Regionalny Ośrodek Kształcenia Nauczycieli WOM, gdzie siedzibę ma biblioteka

W 1983 r. patronem biblioteki zostaje Józef Lompa. W tym samym roku Pedagogiczna Biblioteka Wojewódzka w Katowicach otrzymuje Medal Pamiątkowy Komisji Edukacji Narodowej – odznaczenie nadawane placówkom szczególnie zasłużonym dla oświaty. Rok później utworzona zostaje biblioteka składowa, powstaje także Wydział Zbiorów Specjalnych, gromadzący szczególnie cenne pozycje. W latach dziewięćdziesiątych następuje dalszy rozwój biblioteki, zorganizowane zostają kolejne wydziały: Muzeum Oświaty (przekształcony później w Wydział Instruktażowo-Metodyczny Edukacji Regionalnej) oraz Wydział Zbiorów Specjalnych – Zbiory Audiowizualne. Wciąż wzrasta liczba udostępnianych zbiorów.
W 1999 r., w wyniku reformy administracyjnej organem prowadzącym PBW w Katowicach zostało Województwo Śląskie. Biblioteka posiada 20 filii.
Od 1 września 2006 r. biblioteki filialne w Rybniku, Raciborzu i Wodzisławiu Śląskim zostały wyłączone ze struktury PBW w Katowicach i weszły w skład utworzonego Regionalnego Ośrodka Doskonalenia Nauczycieli i Informacji Pedagogicznej „WOM” w Rybniku.
W 2013 r. zlikwidowano trzy filie – w Czeladzi, Piekarach Śląskich i Świętochłowicach. Obecnie Pedagogiczną Bibliotekę Wojewódzką im. Józefa Lompy tworzą: biblioteka macierzysta w Katowicach oraz 14 bibliotek filialnych działających w miastach na terenie województwa śląskiego (Będzinie, Bytomiu, Chorzowie, Dąbrowie Górniczej, Gliwicach, Jaworznie, Mysłowicach, Pszczynie, Rudzie Śląskiej, Sosnowcu, Tarnowskich Górach, Tychach, Zabrzu i Zawierciu).

## Zbiory
Biblioteka gromadzi i udostępnia książki, czasopisma i multimedia z zakresu:
- pedagogiki, psychologii i nauk pokrewnych,
- publikacje naukowe i popularnonaukowe z różnych dziedzin wiedzy objętych ramowymi planami nauczania,
- literaturę piękną i dzieła klasyki światowej oraz książki z zestawu lektur dla ucznia,
- piśmiennictwo z zakresu bibliotekoznawstwa i informacji naukowej,
- programy nauczania i podręczniki szkolne,
- materiały dotyczące problematyki oświatowej regionu.

## Wydziały
- Wypożyczalnia,
- Czytelnia,
- Wypożyczalnia Zbiorów Audiowizualnych,
- Wydział Informacji, Promocji i Współpracy ze Środowiskiem,
- Wydział Gromadzenia i Opracowania Zbiorów.

## Filie

### Istniejące
1. Filia w Będzinie,
2. Filia w Bytomiu,
3. Filia w Chorzowie,
4. Filia w Dąbrowie Górniczej (zakończy działalność 30 listopada 2021)[1],
5. Filia w Gliwicach,
6. Filia w Jaworznie,
7. Filia w Mysłowicach,
8. Filia w Pszczynie,
9. Filia w Rudzie Śląskiej,
10. Filia w Sosnowcu,
11. Filia w Tychach,
12. Filia w Zabrzu,
13. Filia w Zawierciu.

### Zlikwidowane
1. Filia w Tarnowskich Górach (zał. 1951, zakończyła działalność 31 sierpnia 2021)[2][3].